# Indie Game: The Movie
Indie Game: The Movie ist ein 2012 erschienener kanadischer Dokumentarfilm von James Swirsky und Lisanne Pajot. Der Film thematisiert die Entwicklung der Independent-Spiele Super Meat Boy durch Edmund McMillen und Tommy Refenes und Fez durch Phil Fish. Weiterhin dokumentiert er den Erfolg des von Jonathan Blow entwickelten Spiels Braid. 

## Handlung
Der Film zeigt anhand der Geschichte von drei Spielen, wie persönlicher Ausdruck und eigene Empfindung zu hohem Maß in die Entwicklung von Independent-Spielen einfließen. Der Film verfolgt Braid, das schon 2008 veröffentlicht wurde und zu großem Erfolg gelangte, Super Meat Boy, das für die Veröffentlichung 2011 vorbereitet wird, und abschließend die über Jahre hinweg schwierige Entwicklung von Fez. 
Jonathan Blow, Entwickler von Braid, reflektiert seinen Gedankengang während der Entwicklung des Spiels: Er wünschte, seine „tiefsten Makel und Verletzlichkeiten“ in das Spiel einfließen zu lassen. Seine ersten Versuche, das Spiel zu gestalten, wandelten sich schnell von Experiment zu Entdeckung, so Blow. Er spricht außerdem über die Folgezeit nach der Veröffentlichung: Als Braid publiziert wurde, erhielt es umfassendes Lob der Kritiker. Dennoch ist Blow desillusioniert, weil ein Großteil der Spieler die tiefere Botschaft des Spiels und dessen eigentliches Thema nicht „mitzubekommen“ scheint.
Das Entwicklungsteam von Super Meat Boy, Team Meat, bestehend aus Edmund McMillen und Tommy Refenes, möchte ein Plattformspiel entwickeln, das auf die Erfahrungen mit Videospielen in der Kindheit der Entwickler zurückgreift. McMillen redet über sein Lebensziel, durch die Spieleentwicklung mit anderen Menschen zu kommunizieren. Er erzählt von dem von ihm 2008 entwickelten Spiel Aether, das seine Gefühle seiner Kindheit, aufzeichnet, nämlich Einsamkeit, Nervosität und Angst vor Verlassenheit. McMillen beleuchtet außerdem einige Techniken, die er zum Leveldesign verwendet, um den Spielern das Spiel ohne extensive Tutorials nahezubringen.
Nach ungefähr einem Jahr der Entwicklung bietet Microsoft Team Meat an, an einer Xbox-Live-Arcade-Aktion namens Game Feast teilzunehmen; dies allerdings nur unter der Bedingung, dass Super Meat Boy innerhalb eines Monats fertiggestellt werde. Wegen ihrer äußerst schlechten finanziellen Situation akzeptiert Team Meat widerwillig. Die Entwicklung geht daraufhin in die sogenannte Crunch-Time, also die entscheidende Phase, über. Der Film dokumentiert, wie der hohe Kraft- und Zeitaufwand an McMillens Ehe und Refenes Gesundheit zehrt, denn dieser trägt die Hauptlast der Entwicklung. Refenes beklagt zwar, dass er sein Sozialleben für die Fertigstellung des Spiels opfere, zeigt sich aber gegenüber seiner ihn unterstützenden Familie sehr dankbar. Das Team schafft es, das Spiel rechtzeitig fertigzustellen. Jedoch ist das Spiel am Veröffentlichungstag nirgends auf dem Xbox Live Marketplace zu finden. Darüber ist Refenes, der schlechte Verkaufszahlen fürchtet, sehr verärgert. Schlussendlich erscheint das Spiel doch auf dem Marketplace, und Super Meat Boy kann mit 20.000 verkauften Spielen innerhalb von 24 Stunden das vorher als Spitzenreiter geltende Braid um das Doppelte schlagen. McMillen ist einerseits überrascht von den Verkäufen, andererseits berührt von der Reaktion der Fans. Refenes hingegen, erschöpft und zynisch gestimmt, ist weniger enthusiastisch. Diese Haltung gibt Refenes jedoch auf, als er die ersten das Spiel genießenden Menschen auf YouTube sieht. Super Meat Boy wird letzten Endes eine Million Mal verkauft, was beiden Entwicklern finanzielle Sicherheit verschafft.
Das Entwicklerteam von FEZ, Polytron (Phil Fish und Renaud Bédard), ist im vierten Jahr der Spielentwicklung. Durch die erstmalige Ankündigung von FEZ auf dem Independent Games Festival 2008 wurde Fish große Aufmerksamkeit als prominenter Independent-Entwickler zuteil. Seitdem war aber von dem Spiel wenig zu vernehmen. Die Entwicklung ist schwierig: Die Firma verliert ihre Finanzquellen, Fish gerät in familiäre Probleme, und sein früherer Geschäftspartner verlässt die Firma, um sich mit Fish in einen Rechtsstreit zu begeben. Die Zukunft des Projekts ist zweifelhaft. Fish gibt zu, das sein Perfektionismus die Entwicklung in die Länge ziehe, und dass er allmählich die Perspektive davon verloren habe, wie gut das Spiel wirklich sei. Wie Refenes erklärt auch Fish, dass er sich nicht vorstellen kann, etwas anderes zu tun als Independent-Spiele zu entwickeln; Fez sei mit der Zeit seine Identität geworden.
Polytron bereitet sich auf die Vorstellung von FEZ auf der Penny Arcade Expo (PAX) vor, obwohl die Gefahr einer Klage in diesem Fall besteht. Im Verlauf der Vorbereitung erleidet Fish Angstattacken, denn ohne eine Unterschrift seines Geschäftspartners (der im Film anonym bleibt), kann es ihm verunmöglicht werden, auf der PAX vorzustellen. Dennoch wird der sogenannte „FEZ Kiosk“ auf der Ausstellung aufgebaut. Die Vorstellung gerät jedoch in Schwierigkeiten, als Änderungen des Codes in letzter Minute das Spiel dazu bringen, oft abzustürzen oder sich aufzuhängen, woraufhin Fish FEZ neu starten muss. Die Spieler zeigen sich unbeeindruckt und trotzdem vergnügt. Fish gibt einige Interviews und auch der Webcomiczeichner Jerry Holkins drückt seine Begeisterung über das Spiel aus.
Der Film schließt mit Jonathan Blows Eröffnungsmonolog ab. Blow erklärt, Independent-Spiele zu spielen unterscheide sich, weil diese fehlerhaft und verletzlich seien, was sie insgesamt persönlicher mache. Während des Abspanns laufen Videos von anderen aufstrebenden Independent-Spielen.

## Hintergrund
Der Film wurde über die Crowdfunding-Plattform Kickstarter finanziert. Nach zwei erfolgreichen Finanzierungsrunden begann man, Interviews mit prominenten Entwicklern innerhalb der Independent-Szene durchzuführen. Nachdem über 300 Stunden Material aufgenommen wurden, entschieden sich Swirsky und Pajot, den Film auf die vier ausgewählten Entwickler zu begrenzen. Sie wollten durch die eigene Geschichte jedes Entwicklers Spielentwicklung „in Vergangenheit, Jetzt und Zukunft“ zeigen.

## Rezeption
Der Film erhielt überwiegend positive Rezensionen. Insbesondere in der Spieleszene selbst wurde der Film stark beachtet und gelobt. Der englischsprachige Rezensionsaggregator Rotten Tomatoes verzeichnet einen Anteil von 94 % positiver Wertungen. Die durchschnittliche Bewertung liegt bei 7,7 von 10. Auch der Spiegel schreibt, es handle sich um einen „eindrucksvollen Film“ dem es von Anfang an gelinge „den Spieledesignern nah zu kommen, optisch wie inhaltlich“. Allenfalls eine starke „Personalisierung“ und eine mangelnde Definition, worum es sich bei „Indie“ in Bezug auf Videospiele genau handle, werden vermerkt.
Die britische Videospielzeitschrift Edge nennt den Film 2022 retrospektiv den „einflussreichsten Dokumentarfilm der Spielebranche“.

### Auszeichnungen
Indie Game: The Movie gewann den World Cinema Documentary Editing Award auf dem Sundance Film Festival 2012.